# Chlorops marchali
Chlorops marchali är en tvåvingeart som beskrevs av Louis-Paul Mesnil 1935. Chlorops marchali ingår i släktet Chlorops och familjen fritflugor. Inga underarter finns listade i Catalogue of Life.